# Leon Moorman
Leon Moorman (Barger-Compascuum,  2 februari 1990) is een Nederlands zanger en songwriter, voornamelijk bekend om zijn werk in het Drents.

## Carrière
Moorman begon zijn muzikale loopbaan in 2008. Na zijn deelname aan X-Factor in 2010, volgde hij een muziekopleiding aan het Artez Conservatorium in Zwolle, waar hij in 2016 afstudeerde als Bachelor of Musical Arts. Van 2015 tot 2018 was hij de frontman van folkband Scrum. In 2019 won Moorman het Drèents Liedtiesfestival, een competitie gericht op het bevorderen van liedjes in de Drentse taal. Moorman verwierf internationale bekendheid door het winnen van de publieksprijs tijdens het Suns Europe Festival, een festival voor minderheidstalen. In 2022 behaalde Moorman een derde plaats in het Regio Songfestival, waarbij hij Overijssel vertegenwoordigde.
Naast zijn muzikale activiteiten heeft Moorman bijgedragen aan de bevordering van de Drentse cultuur, onder meer door educatieve projecten zoals het toeren langs scholen in Emmen samen met zangeres Martijje.

## Discografie

### Albums
| Album met eventuele hitnotering(en) in de Nederlandse Album Top 100 | Datum van verschijnen | Datum van binnenkomst | Hoogste positie | Aantal weken | Opmerkingen |
| ------------------------------------------------------------------- | --------------------- | --------------------- | --------------- | ------------ | ----------- |
| Knooin                                                              | 21-05-2021            | -                     | -               | -            |             |

## Externe Links
- Officiële website